# Kiryat-Bialik
Pour les articles homonymes, voir Bialik.
Kiryat-Bialik (littéralement en hébreu: קִרְייַת בְּיַאלִיק ) est une ville située dans le nord d'Israël.
Elle a été nommée en l'honneur du poète Haïm Nahman Bialik.

## Histoire
En 1924, Ephraim et Sabina Katz, des immigrants roumains ont construit la première ferme sur la Baie de Haïfa. En 1929, elle est détruite par les palestiniens.
La ville s'agrandit à partir de 1934, avec l'arrivée d'Allemands. Durant la Seconde Guerre mondiale, Kiryat-Bialik est bombardée. En 1950, elle obtient le statut de ville.

## Jumelage
- Steglitz-Zehlendorf, Allemagne
- Zestafoni, Géorgie
- Rosh HaAyin, Israël

## Personnalités
- Aviv Alush (1982-), acteur, chanteur, musicien, modèle et réalisateur de télévision israélien.